# Joppe
Joppe (ukr. Льопи) – wieś na Ukrainie w rejonie lwowskim (wcześniej w rejonie pustomyckim) obwodu lwowskiego.

## Historia
Pod koniec XIX w. przysiółek wsi Jastrzębków w powiecie lwowskim.